# Jezioro Lidzbarskie
Jezioro Lidzbarskie – jezioro w Polsce, położone w województwie warmińsko-mazurskim, w powiecie działdowskim, w gminie Lidzbark, na obszarze Równiny Urszulewskiej.

## Charakterystyka
Jezioro Lidzbarskie leży na Obszarze Ochronionego Krajobrazu Słup w otulinie Welskiego Parku Krajobrazowego. 
Przez jezioro przepływa rzeka Wel.

## Hydronimia
Według urzędowego spisu opracowanego przez Komisję Nazw Miejscowości i Obiektów Fizjograficznych (KNMiOF) nazwa tego jeziora to Jezioro Lidzbarskie. W różnych publikacjach jezioro to występuje pod nazwą Lidzbarskie Wielkie.

## Morfometria
Powierzchnia zwierciadła wody według różnych źródeł wynosi od 121,8 ha do 131,0 ha.
Zwierciadło wody położone jest na wysokości 127,7 m n.p.m. lub 127,9 m n.p.m. Średnia głębokość jeziora wynosi 10,1 m, natomiast głębokość maksymalna 25,5 m.
W oparciu o badania przeprowadzone w 2002 roku wody jeziora zaliczono do III klasy czystości.

## Fauna
W wodzie najczęściej występują płocie, leszcze, karpie, sandacze, szczupaki, węgorze, okonie i liny. Dodatkowo w rzekach występują: leszcze, karpie, węgorze, okonie, szczupaki i liny.